# Lucky Air
Lucky Air (en chino simplificado, 祥鹏航空公司; pinyin, Xiángpéng Hángkōng Gōngsī) es una aerolínea china con sede en Kunming, Yunnan. Opera vuelos programados desde Dali a Kunming y Xishuangbanna, y planea expandirse a otras áreas de China. Su base principal es el Aeropuerto Internacional de Kunming-Changshui.

## Historia
La aerolínea fue fundada en julio de 2004 como Shilin Airlines. Ese mismo mes se informó que Hainan Airlines estaba invirtiendo 2,93 millones de yuanes y proporcionando tres aviones Dornier a la nueva empresa. Un afiliado de Hainan Airlines, Shanxi Airlines, invirtió 47,07 millones de yuanes y proporcionó un Boeing y un de Havilland Canada Dash 8 y Yunnan Shilin Tourism Aviation Co. invirtió 1 millón de yuanes.
El 23 de diciembre de 2005,, Shilin Airlines cambió el nombre a Lucky Air. Comenzó a operar con un vuelo entre Kunming y Dali dentro de Yunnan el 26 de febrero de 2006.
La aerolínea es propiedad de Hainan Airlines, Shanxi Airlines y Yunnan Shilin Tourism Aviation. Contaba con 263 empleados (en marzo de 2007).

## Flota

### Flota Actual
La flota de Lucky Air está compuesta de las siguientes aeronaves (marzo de 2024):
La flota de la aerolínea posee a marzo de 2024 una edad media de 8,5 años.

### Flota Histórica
West Air anteriormente operó las siguientes aeronaves: